# Amorf Lovagok
Az Amorf Lovagok a 2007-ben feloszlott Amorf Ördögök két alapító tagja, a szövegíró Tariska Szabolcs és a zeneszerző Tövisházi Ambrus által 2010-ben létrehozott zenekar. „Szőrfelállító banda kicsiknek és nagyoknak gügyögés nélkül.”

## Története
Az Amorf Lovagok első albuma a 2010-ben megjelent Tócsarobbantó volt. Tariska Szabolcs és Tövisházi Ambrus két évig dolgoztak az elsősorban gyerekeknek szóló albumon. Az alkotók szándéka szerint „extrémül rossz gyerekeknek, azon belül is elsősorban fiúknak készült.”
Az együttes tervei szerint 2015-ben minden hónap 6-án egy új számot jelentetnek meg.

## Tagjai
- Tariska Szabolcs
- Tövisházi Ambrus

## Diszkográfia
- Tócsarobbantó (2010)

## További információ
- Az együttes honlapja
- Az együttes Facebook oldala
- AmorfLovagok: Tócsarobbantó – albumpremier! – recorderblog.hu
- A 444 és az Amorf Lovagok történetének első műwesternsláger-bemutatója csak itt, csak most – !!!444!!!